# Історія королів Британії
Історія королів Британії (лат. Historia regum Britanniae) (початково — Про подвиги британців (лат. De gestis Britonum)) — псевдоісторична праця про історію Великої Британії, написана Джеффрі Монмутським близько 1136 року. У ній викладається хроніка життя королів британців протягом двох тисяч років, з моменту, коли начебто троянці заснували британську націю і до того моменту, коли англосакси взяли під контроль більшу частину Британії приблизно у VII столітті.
Незважаючи на те, що праця сприймалася як історична ще у 16 столітті, на сьогодні вважається такою, що не має історичного підґрунтя. Попри те, що деякі описані події, такі як вторгнення Юлія Цезаря у Британію, можуть бути верифіковані сучасниками, висновки Джеффрі можуть бути дивовижно неточним. Однак «Історія королів Британії» залишається цінним твором середньовічної літератури, який містить найдавнішу відому версію історії короля Ліра та його трьох доньок, а також у свій час сприяла популяризації легенди про короля Артура.

## Зміст

#### Присвята
Джеффрі починає книгу з викладу своєї мети, з якою він написав «Історію»: «Я взагалі не зміг нічого виявити про царів, які жили тут до Втілення Христа, ані про Артура та всіх інших, хто пішов далі після Втілення. Проте вчинки цих людей були такими, що вони заслуговують на те, щоб їх хвалили на всі часи». Він стверджує, що протодиякон Уолтер Оксфордський подарував йому «певну дуже давню книгу, написану британською мовою», з якої він переклав свою історію. Він також посилається на Гільдаса Мудрого та Беду Преподобного, як на частину джерел. Потім слідує присвята графу Роберту Глостерському та Валерану, графу Меланському і графу Вустера, якому він наказує використовувати його знання та мудрість для вдосконалення своєї розповіді.

#### Книга перша
Основний текст «Історії» починається з подій навколо троянського Енея, який за римською легендою оселився в Італії після Троянської війни. Його правнук Брут Троянський був вигнаний, і після періоду блукань богиня Діана наказала йому поселитися на острові в західному океані. Брут сідає в корабель і називає острів, який до того називався Альбіоном, «Британія» на свою честь. Брут перемагає велетнів, які були єдиними мешканцями острова, і засновує столицю на березі Темзи — Троя Нова, яка пізніше була перейменована у Лондон.

#### Книга друга
Описує як Брут помирає, а його три сини, Локрін, Камбер і Альбанакт, ділять країну між собою. Утворюються три королівства названі Легрією, Камбрією (на північ та захід від Северну до Хамбера) та Олбані (Шотландія). Описуючи часи правління нащадків Локріна, книга стає меньш детальною. Детальніше описують життя Бладуда та його сина — Лейра, який став прототипом шекспірівського Короля Лір.

#### Книга третя
Книга розповідає про стандартне для валійського епосу завоювання Древнього Риму британцями, а також включає численні короткі розповіді про наступних царів. Сюди входить і Люд, який нібито перейменовує Тріновантум «Каер» у «місто Люда», що пізніше трансформувалося у Лондон. Після смерті Люда спадкоємцем стає його брат Кассівелаун, оскільки сини Люда Андрогей і Таскіован ще не досягли повноліття. В якості винагороди Андрогея титулують герцогом Кента і Тринованту (Лондон), а Таскіована — герцогом Корнуоллським.

#### Книга четверта
Розповідає про підкорення Британії Юлієм Цезарем, смерть Касивелауна, подальших королів та нову інтервенцію Римлян за часів імператора Клавдія. Описується ряд британських королів, що продовжується під владою Риму і включає Луція, першого християнського короля Британії та кількох римських діячів, серед яких імператор Костянтин I, узурпатор Аллект та військовий командир Асклепіодот.
Після тривалого періоду панування, римляни залишають Британію, яка опиняється під тиском з боку піктів, скотів і данів. Тим більше чисельність римського населення зменьшилось через інтервенцію Конана та використання Максиміаном британських військ у своїх походах. У відчаї британці надсилають листи генералу римських військ з проханням про допомогу, але відповіді не отримують (цей уривок значною мірою запозичений із відповідного розділу в книзі «Про падіння та завоювання Британії» Гільдаса).

#### Книги п'ята та шоста
Описує як британці звертаються за допомогою до короля Арморіки Алдроена, однак той ніби посилає свого брата Костянтина правити британцями. Після смерті Костянтина, Вортігерн допомагає своєму старшому синові Констансу захопити владу, а синів Костянтина — Аврелія Амвросія та Утера вивозять з країни заради їхньої безпеки. Вортігерн запрошує саксів під проводом Хенгіста і Горси в якості найманців, але ті повстають і Вортігерн втрачає контроль над більшою частиною своєї землі. Також у цій книзі Вортігерн зустрічається з Мерліном.

#### Книга сьома: Пророцтва Мерліна
У сьомій книзі Джеффрі в основному описує перелік пророцтв, що приписують Мерліну. Деякі з цих пророцтв є втіленням майбутніх розділів «Історії», тоді як інші — завуальовані натяки на історичних людей та події нормандського світу XI—XII століть. Решта нез'ясовані.

#### Книга восьма
Розповідає як Аврелій Амвросій перемагає Вортігерна і править королівством. Також описано історію правління Утера Пендрагона та народження Артура.

#### Книги дев'ята і десята
У дев'ятій і десятій книгах син Утера — Артур займає трон і перемагає саксів так жорстоко, що вони перестають становити загрозу аж до його смерті, завойовує більшу частину північної Європи і досягає періоду миру та процвітання в країні, який триватиме до тих пір, поки римляни на чолі з Луцієм Іберієм не вимагатимуть від нього ще раз віддати належне Риму. Артур перемагає Луція, маючи намір стати імператором, але за відсутності короля його племінник Мордред одружується на Гвіневірі і захоплює трон.

#### Книги одинадцята та дванадцята
Артур повертається і вбиває Мордреда в битві при Камланні, але, смертельно поранений, відбуває на острів Авалон і передає королівство своєму двоюрідному братові Костянтину, сину Кадора і герцогу Корнуольському.
Сакси повертаються після смерті Артура, але не переривають лінію британських королів до смерті Кадвалладера, який змушений тікати з Британії і просить допомоги у короля арморіканців Алана. Однак голос ангела говорить йому, що британці більше не будуть правити, і він йде до Риму, де помирає. Решта британців загнані у Вельс, і саксонець Ательстан стає королем Легрії.